# Bitwa pod Moryniem

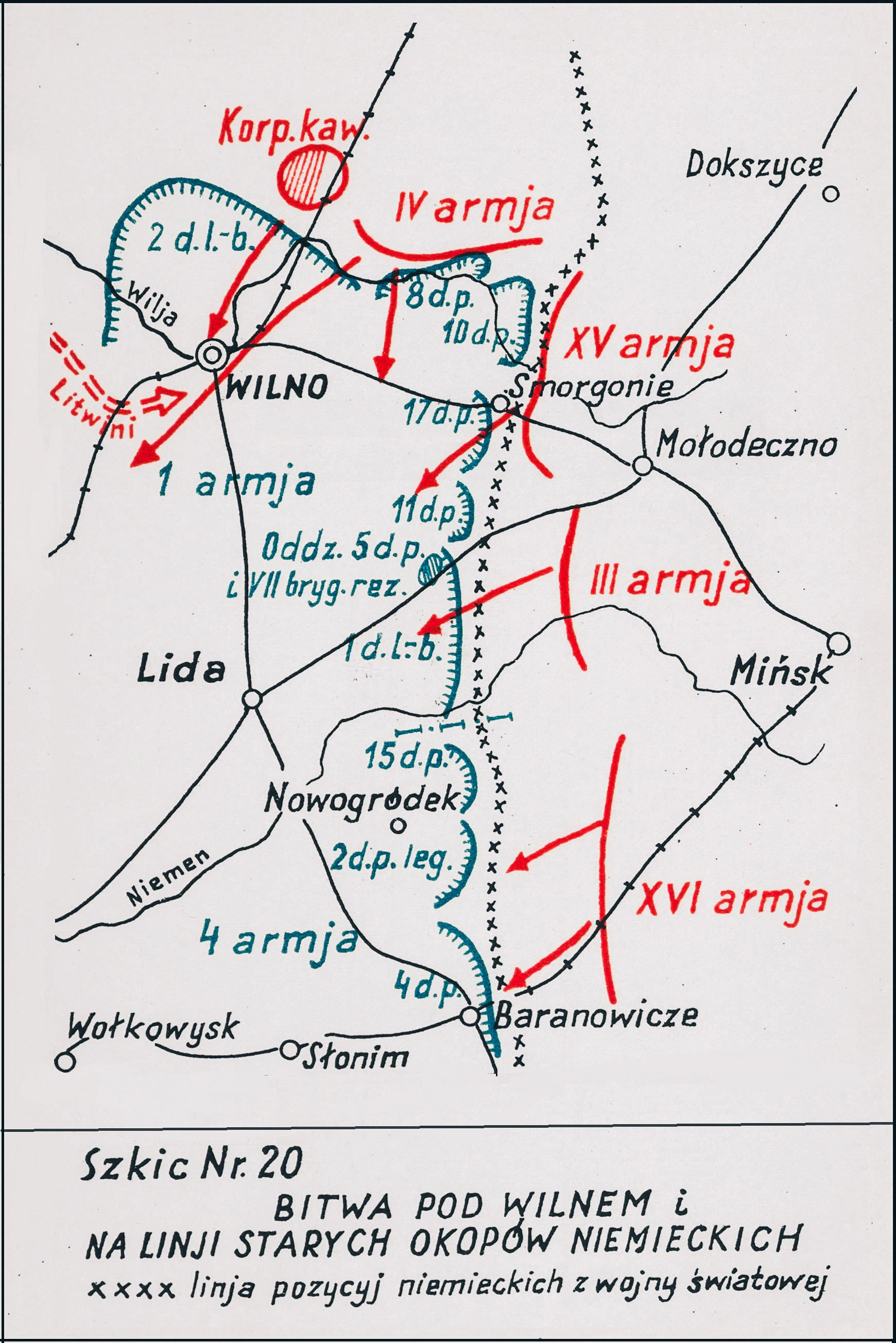
Adam Przybylski
Wojna polska 1918―1921

Bitwa pod Moryniem – walki polskiego Nowogródzkiego pułku strzelców z oddziałami sowieckiej 21 Dywizji Strzelców Iwana Smolina w czasie lipcowej ofensywy Frontu Zachodniego Michaiła Tuchaczewskiego w okresie wojny polsko-bolszewickiej.

## Położenie wojsk przed bitwą
W pierwszej dekadzie lipca przełamany został front polski nad Autą, a wojska Frontu Północno-Wschodniego gen. Stanisława Szeptyckiego cofały się pod naporem ofensywy Michaiła Tuchaczewskiego.
Naczelne Dowództwo nakazało powstrzymanie wojsk sowieckiego Frontu Zachodniego na linii dawnych okopów niemieckich z okresu I wojny światowej.
Sytuacja operacyjna, a szczególnie upadek Wilna i obejście pozycji polskich od północy, wymusiła jednak dalszy odwrót. 1 Armia gen. Gustawa Zygadłowicza cofała się nad Niemen, 4 Armia nad Szczarę, a Grupa Poleska na Kanał Ogińskiego i Pińsk.

## Działania wojsk
Dzień 14 lipca rozstrzygnął los polskiej obrony na pozycji okopów poniemieckich. Wobec sytuacji jaka wytworzyła się na lewem skrzydle 1 Armii, jej dowództwo nakazało odwrót na nową linię obrony mającą na celu osłonę Lidy.
14 lipca 1 Dywizja Litewsko-Białoruska gen. Jana Rządkowskiego otrzymała rozkaz opuszczenia linii okopów niemieckich z czasów I wojny światowej, a o świcie 16 lipca obsadziła odcinek frontu na północ od Niemna, od Honczar po Kierwy. Nowogródzki pułk strzelców obsadził odcinek Zbójsk – Pawłowicze – Honczary.
Nacierające z dużym impetem sowieckie 21. i 56 Dywizja Strzelców po kilkugodzinnej walce przełamały jej obronę w rejonie Kierwy – Dunaj. Dywizja cofała się dalej z zamiarem obrony na linii Gawii. Do 18.00 oddziały dywizji przechodziły przez most na południowy brzeg Niemna.
Na skutek nieporozumienia saperzy przedwcześnie wysadzili most na Niemnie pod Moryniem i tym samym odcięli jedyną drogę odwrotu nowogródzkiemu pułkowi strzelców.
Pułk, wzmocniony 9 baterią 1 pułku artylerii Litewsko-Białoruskiej por. Kitkiewicza, odcięty od sił głównych macierzystej dywizji, zajął stanowiska na północ od Morynia i zatrzymał ścigające go oddziały 21 Dywizji Strzelców. Jednak przewaga liczebna nieprzyjaciela była znaczna, a na posiłki dowódca Nowogródzkiego ps mjr. Kazimierz Rybicki liczyć nie mógł. Zdecydował się więc na uderzenie II batalionem, a pod osłoną zapadającego zmroku ściągnął swoje pododdziały ze stanowisk obronnych i nocą z 16 na 17 lipca przeprowadził je w bezwzględnej ciszy brzegiem Niemna, tuż obok sowieckich pozycji. O świcie przez bród przeprawiono się przez Niemen. Następnego dnia pułk dołączył do pozostałych oddziałów dywizji. Wyczyn ten był szeroko komentowany w całej 1 Dywizji Litewsko-Białoruskiej i dodatnio wpłynął na nastroje polskich żołnierzy.